# Błażejów (Kudowa-Zdrój)
Błażejów (niem. Blasewei, cz. Blažejov) – dzielnica Kudowy-Zdroju, położona w północno-wschodniej części miasta, w obrębie Parku Narodowego Gór Stołowych, w pobliżu Drogi Stu Zakrętów.

## Historia
Błażejów był jedynym przysiółkiem Jerzykowic Wielkich – jako odrębna osada wzmiankowana w 1477 r., należąca do dóbr homolskich. W późniejszych czasach została dołączona do Jerzykowic Wielkich. Ok. 1789 r. Błażejów był niewielki, gdyż tworzyły go 3 parcele zamieszkiwane przez 21 osób. Osada rozrosła się do ok. 1830 r., kiedy to znajdowało się w jej obrębie 16 domów z 68 mieszkańcami. Użytkowano też 3 krosna. W piętnaście lat później odnotowano na terenie przysiółka 17 budynków mieszkalnych i 76 ich mieszkańców. W 2 poł. XIX w. nastąpił regres, gdyż w latach 1871 i 1898 w Błażejowie znajdowało się tylko 5 budynków zamieszkiwanych przez 26-36 mieszkańców. Obecnie Błażejów przyłączony jest do miasta Kudowy Zdroju, jako górna część ul. 1 Maja, obejmując zabudowania nr (nieistniejące): 68, 97, 74, 76, 99 i istniejący nr 78.